# Fraude sur le marché des changes
La fraude sur le marché des changes (plus connu sous le terme Forex), est un système utilisé dans le but d'escroquer les traders (ou apprentis traders). La fraude ne désigne pas une seule et unique méthode aboutissant à cette arnaque, il en existe plusieurs. 

## Clôture précipitée
Parmi les escroqueries les plus répandues, on retrouve les sites qui encaissent l'argent des investisseurs et qui ferment leurs portes du jour au lendemain (faillite frauduleuse). Les traders sont alors dans l'impossibilité de récupérer leur argent.

## Publicité mensongère
L'arnaque qui de loin est la plus répandue consiste à convaincre l'internaute via de nombreuses publicités mensongères, qu'il va s'enrichir très rapidement sans le moindre effort et avec très peu de capital de départ. Le risque de perte n'est alors pas mentionné. L'appât du gain, le manque d'information et de formation sont les trois principaux vecteurs qui sont à l'origine de ces pertes subies par les apprentis traders. Ces derniers ne sont notamment pas formés à utiliser correctement l'effet de levier qui a alors des conséquences désastreuses.

## Fréquence
Les fraudes sont de plus en plus nombreuses. Entre 2009 et 2012, il y aurait eu 13 000 victimes signalées en France avec une perte totale de 175 millions d'euros. L'Autorité des Marchés Financiers (AMF) a reçu dans le courant des sept premiers mois de l'année 2014, un ensemble de 810 réclamations, soit plus que l'ensemble de l'année 2013. Depuis 2008, le trading de devises est devenu, selon Michael Dunn de l'US Commodity Futures Trading Commission, la "fraude du jour".